# Federico Tarragoni
 (septembre 2024).
Federico Tarragoni, né le 11 mai 1983 à Rome, est un sociologue italien naturalisé français, professeur des universités en sociologie politique à l'Université de Caen-Normandie[Quand ?] et membre de l'Institut universitaire de France. Il est spécialiste du populisme et des mouvements de radicalisation de la démocratie.

## Biographie
Reçu premier à l'agrégation de Sciences économiques et sociales en 2009, Federico Tarragoni est l'auteur d'une thèse de doctorat, sous la direction de Patrick Cingolani, sur les néo-populismes latino-américains (gouvernements d'Hugo Chávez au Venezuela et d'Evo Morales en Bolivie). Elle aborde le populisme à partir des processus de politisation révolutionnaire qu'il enclenche par le bas,, analysés à l'aide des récits de vie des habitants des quartiers populaires (barrios).  Cette thèse a été récompensée par le Prix Schneider/Aguirre-Basualdo en Lettres et sciences humaines de la Chancellerie des universités de Paris et par le Prix du jeune sociologue de l'Association internationale des sociologues de langue française (AISLF).
Federico Tarragoni a été Maître de conférences à l'Université Paris-Diderot entre 2013 et 2023, période au cours de laquelle il a été délégué du Secteur Lettres, Langues et Sciences Humaines et Sociales, co-directeur du Laboratoire du changement social et politique (LCSP-EA 7335) et titulaire de la chaire Democracy de l'Alliance Universitaire Européenne Circle U[source insuffisante]. 
En 2019, il a fondé le Centre de recherches interdisciplinaires sur le politique (CRIPOLIS) auprès de l'Institut Humanités, Sciences et Sociétés de l'Université Paris Diderot - Université de Paris, qu'il dirige depuis[réf. nécessaire]. Il est également responsable du Groupe Thématique « Sociologie du politique et des processus conflictuels » (GT 22) auprès de l'Association internationale des sociologues de langue française (AISLF), et co-responsable du Réseau Thématique « Justice et critique sociales. Théories et pratiques émancipatrices » (RT 44) auprès de l’Association française de sociologie (AFS)[source insuffisante].
En 2023, il a été nommé Professeur à l'Université de Caen-Normandie et membre de l'Institut Universitaire de France.

## Travaux
Ses travaux s'inscrivent dans la perspective globale d'une sociologie du politique, et portent sur les mouvements de radicalisation de la démocratie entre l'Europe et l'Amérique latine, l'histoire du populisme et les processus de subjectivation politique des groupes subalternes. Sa réflexion est nourrie par la sociologie de Max Weber et l'histoire from below d'Edward P. Thompson, ainsi que par les œuvres de Walter Benjamin, Antonio Gramsci, Jacques Rancière et Étienne Tassin.
Se positionnant en référence à Ernesto Laclau et Chantal Mouffe, deux auteurs post-marxistes qui soutiennent que le populisme ouvre une voie vers un renouveau de la démocratie qui rend sa légitimité au conflit, Federico Tarragoni veut inscrire son analyse du populisme dans une perspective nuancée et critique. À l'aide d'une approche socio-historique qu'il a introduite dans les études sur le populisme, il montre que celui-ci désigne une idéologie à part entière, dont les origines remontent au socialisme utopique du XIXe siècle, et qui mobilise une plèbe socialement hétérogène contre des élites accusées d'avoir confisqué la démocratie, ou d'en défendre une définition restrictive et excluante. Une telle idéologie, ancrée à gauche depuis les narodniki russes, en passant par le People's Party aux États-Unis et les régimes nationaux-populaires d'Amérique latine, prône la (re)fondation ou la radicalisation de la démocratie, notamment à partir d'un élargissement des droits civiques, socio-économiques et culturels. Elle n'entretient aucune affinité avec les mouvements qu'on désigne aujourd'hui abusivement comme populismes de droite, que Federico Tarragoni situe dans le prolongement et l'actualisation du nationalisme ethnique et du nativisme, ainsi que des expériences fascistes du XXIe siècle. Par contre, elle trouve une postérité dans les populismes de gauche du début du XXIe siècle en Amérique latine, et dans les renouvellements de la gauche socialiste post-marxiste en Europe et aux États-Unis à la suite de la crise des subprimes. Une telle analyse conduit Federico Tarragoni à critiquer à la fois les travaux mainstream sur le populisme, qui insistent sur le caractère fondamentalement anti-démocratique du phénomène, et pour lesquels il a introduit en 2013 le néologisme de populologie, et les recherches hétérodoxes dans la veine de Laclau et Mouffe, qui se basent sur l'idée que le populisme serait une dynamique commune à l'extrême gauche et à l'extrême droite. En lien avec l'actualité européenne, Federico Tarragoni souligne les raisons qui rendent difficile la construction d'une synthèse dans les mouvements populistes, au rang desquels il situe Nuit debout et les Gilets jaunes et réexamine la position du leader dans de tels mouvements,.

## Ouvrages
- L’Énigme révolutionnaire, Paris, Les Prairies ordinaires, coll. « L’histoire rejouée », 2015, 320 p.
- Sociologies de l’individu, Paris, La Découverte, coll. « Repères », 2018, 124 p.
- L’esprit démocratique du populisme. Une nouvelle analyse sociologique, Paris, La Découverte, coll. « L’horizon des possibles », 2019, 372 p.
- Émancipation, Paris, Anamosa, coll. « Le mot est faible », 2021, 102 p.
- Sociologie du conflit (avec S. Bulle), Paris, Armand Colin, coll. U Sociologie, 2021, 268 p.